# NOB D 2/2
Die Dampflokomotiven D 2/2 der Schweizerischen Nordostbahn wurden zwischen 1861 und 1863 beschafft. Die letzten vier Maschinen waren dabei für die Zürich-Zug-Luzern-Bahn bestimmt. Es handelt sich hierbei um Güterzugslokomotiven mit einem Stütztender nach dem System Beugniot.

## Technisches
Da bei einem Lokomotivdienstgewicht von 32 Tonnen nur 26 Tonnen von den Triebachsen getragen wurden, musste der dreiachsige Tender eine Last von 6 Tonnen übernehmen. Beim Tender handelte es sich um einen Stütztender nach System Beugniot. Die Verbindung zur Lok war sehr beweglich ausgelegt, was anfällig auf Überlastungen war. Um Federbrüche zu vermeiden, mussten zusätzliche Verstärkungen angebracht werden. Infolge des hohen Achsdruckes und des zu schwachen Gleisoberbaus neigten die Maschinen zum Nicken. Darum wurden bei den vier durch Esslingen nachgelieferten Maschinen die Federn der Triebachsen mit Längshebeln verbunden. Diese Massnahme konnte aber nicht als erfolgreich bezeichnet werden, denn zum Nicken kam  eine schwankende Bewegung dazu. Somit erstaunt es nicht, dass die Höchstgeschwindigkeit auf 40 km/h beschränkt wurde. Die Maschinen der beiden Hersteller unterschieden sich kaum, die Hauptabmessungen waren gleich.
Die Lokomotiven besassen einen Aussenrahmen. Der Kessel hatte an Stelle des Dampfdoms ein Dampfsammelrohr. Das Federsicherheitsventil befand sich auf dem Mannslochdeckel über der Feuerbüchse. Das Treibwerk war ausserhalb des Rahmens angeordnet, so dass der seitliche Zylinderabstand 2400 mm betrug. Die Antriebskurbeln waren nach Hall'scher Bauart mit verkürzten Langhalskurbeln ausgebildet. Die Kuppelstangen waren erstmals innerhalb der Triebstangen angeordnet. Da die hintere Triebachse als Kuppelachse ausgebildet war, ergaben sich vorteilhafte lange Trieb- und Steuerstangen. Zu einem recht grossen Zylinderdurchmesser von 431 mm kam noch der lange Kolbenhub von 686 mm. Hierbei handelte es sich um den längsten Kolbenhub der je bei einer Schweizer Dampflokomotive zum Einsatz kam. Die Steuerung nach der in der Schweiz seltenen Bauart Gooch war innerhalb des Rahmens angeordnet. Wegen der Innenrahmensteuerung ergaben sich lange Dampfleitungen. Auch mussten die Schieberschubstangen bogenförmig um die Vorderachse geführt werden. Die Schieber standen senkrecht. Die Lokomotiven hatten nur eine Spindelbremse, die sich auf der Heizerseite befand und auf die Tenderachsen wirkte. Der Tender war ein dreiachsiger Aussenrahmentender, dessen Federn sich über den Achsen befanden. Er konnte 9,3 m³ Wasser und 2,5 Tonnen Kohle mitführen.
| NOB | Name     | Fabrik- nummer | Baujahr | Hersteller  | Ausrangiert | Bemerkungen |
| --- | -------- | -------------- | ------- | ----------- | ----------- | ----------- |
| 34  | Glatt    | 20             | 1861    | Escher Wyss | 1876        |             |
| 35  | Suhr     | 21             | 1861    | Escher Wyss | 1878        |             |
| 36  | Reppisch | 617            | 1863    | Esslingen   | 1876        |             |
| 37  | Lorze    | 618            | 1863    | Esslingen   | 1878        |             |
| 38  | Rigi     | 619            | 1863    | Esslingen   | 1878        |             |
| 39  | Pilatus  | 620            | 1863    | Esslingen   | 1878        |             |

Die 1861 von Escher Wyss gelieferten Maschinen kosteten 65 000 Schweizer Franken pro Stück. Bei den vier 1863 von der Maschinenfabrik Esslingen gelieferten Maschinen, wurde der Kaufpreis mit 61 254 Schweizer Franken angegeben.

## Betriebliches
Da die Lokomotiven infolge ihres hohen Achsdruckes alles andere als ruhig liefen, waren sie nur 15 Jahre im Dienst – obwohl sie als stark und verbrauchsarm galten.